# André van de Werve de Vorsselaer
André Léon Ghislain Marie Joseph van de Werve de Vorsselaer (* 10. April 1908 in Antwerpen; † 6. Oktober 1984 ebenda) war ein belgischer Florettfechter.

## Erfolge
André van de Werve de Vorsselaer gewann mit der Mannschaft bei den Weltmeisterschaften 1947 in Lissabon Bronze. Zweimal nahm er an Olympischen Spielen teil: 1936 wurde er in Berlin mit der Mannschaft Fünfter. Bei den Olympischen Spielen 1948 in London zog er mit der belgischen Equipe in die Finalrunde ein, die er gemeinsam mit Georges de Bourguignon, Henri Paternóster, Raymond Bru, Paul Valcke und Édouard Yves hinter Frankreich und Italien auf dem Bronzerang abschloss. In der Einzelkonkurrenz schied er in der zweiten Runde aus.